# 오니즈카역
오니즈카역(일본어: 鬼塚駅 おにづかえき[*])은 일본 사가현 가라쓰시에 위치한 규슈 여객철도 가라쓰 선의 철도역이다. 단선 승강장 1면 1선의 구조를 갖춘 지상역이다.

## 이용 현황
| 승차 인원 추이 | 승차 인원 추이 |
| 연도           | 1일 평균       |
| -------------- | -------------- |
| 2000           | 122            |
| 2001           | 117            |
| 2002           | 97             |
| 2003           | 104            |
| 2004           | 123            |
| 2005           | 121            |
| 2006           | 122            |
| 2007           | 112            |
| 2008           | 108            |
| 2009           | 106            |
| 2010           | 118            |
| 2011           | 129            |

## 역 주변
- 마쓰우라 가한 공원

## 역사
- 1899년 6월 13일 : 가라쓰 흥업 철도의 역으로서 개업.
- 1902년 2월 23일 : 규슈 철도가 매수해 이 회사의 역이 된다.
- 1907년 7월 1일 : 국유화.
- 1987년 4월 1일 : 일본국유철도 분할 민영화에 의해, 규슈 여객철도가 승계.

## 인접 역
| 가라쓰 선            | 가라쓰 선   | 가라쓰 선              |
| -------------------- | ----------- | ---------------------- |
| 야마모토 구보타 방면 | ■ 가라쓰 선 | 가라쓰 니시카라쓰 방면 |